# Gag Manga Biyori
Gag Manga Biyori (jap. ギャグマンガ日和) ist eine Mangaserie von Kōsuke Masuda, die seit 2000 in Japan erscheint. Die groteske Comedy-Serie wurde ab 2002 mehrfach als Anime adaptiert. Außerdem basieren vier Theaterstücke auf dem Manga.

## Inhalt
Die Serie erzählt in kurzen Episoden absurde Geschichten, die im japanischen Arbeitsalltag, aber auch vor fantastischen, mythischen oder historischen Hintergrund spielen. Während manche der Episoden eine aufeinander aufbauende Handlung beschreiben und einige Figuren wiederkehren, haben die meisten Geschichten keinerlei Bezug zueinander.

## Veröffentlichung
Der Manga erschien ab September 2000 im Magazin Gekkan Shōnen Jump des Verlags Shūeisha. Nach dessen Einstellung im Juni 2007 wechselte die Serie ins Jump Square, wo sie im November 2014 abgeschlossen wurde. Seit Dezember 2014 erscheint im gleichen Magazin die Fortsetzung Masuda Kōsuke Gekijō Gag Manga Biyori GB.
Die Kapitel wurden auch gesammelt in 15 Bänden herausgegeben. Die Fortsetzung erreichte bisher drei Bände. Die Sammelbände erreichten mehrfach Platzierungen in den Manga-Verkaufscharts. Für die erste Serie zuletzt der Abschlussband mit 66.000 verkauften Exemplaren in den ersten beiden Wochen. Die Fortsetzung erreichte bisher bis zu 55.000 Verkäufe in der gleichen Zeit, mit dem 1. Band. Zum dritten Band fielen die Verkäufe auf unter 20.000 in der ersten Woche zurück.

## Anime
Die erste Umsetzung des Mangas als Anime entstand 2002 in Form eines Kurzfilms von 12 Minuten Länge für das Jump Festa. Die Produktion entstand bei Toei Animation. Für die ab 2005 entstandene Fernsehserie wechselte die Produktion zum Studio Artland. Regie führte Akitarō Daichi und verantwortlicher Produzent war Norihiro Hayashida. Bis 2010 entstanden insgesamt 62 Folgen mit je 5 Minuten Laufzeit.
Die erste Staffel mit 12 Folgen wurde vom 7. Februar bis 25. April 2005 bei Kids Station in Japan gezeigt. Es folgten drei weitere Staffeln mit je weiteren 12, zuletzt 26 Folgen. Wiederholungen oder später auch parallele Ausstrahlungen erfolgten bei KBS Kyoto, Chukyo TV, TV Kanagawa, TV Saitama und Yomiuri TV.

### Synchronisation
| Rolle          | japanischer Sprecher (Seiyū) |
| -------------- | ---------------------------- |
| Taishi Shotoku | Takeshi Maeda                |
| Usami          | Kaori Nazuka                 |
| Kumakichi      | Takeshi Maeda                |
| Pensuke        | Yūji Ueda                    |

### Musik
Die Musik der Serie wurde komponiert von Harukichi Yamamoto. Der Vorspann der ersten Staffel ist unterlegt mit dem Lied Atakku! Gyagu Manga Biyori (アタック！ギャグマンガ日和) und der zweiten Staffel mit Oafu! Hawai Biyori (オアフ！ハワイ日和). Beide Lieder stammen von Yuji Ueda.